# Clint Bowyer
Clinton Edward Bowyer (* 30. Mai 1979 in Emporia, Lyon County, Kansas) ist ein ehemaliger US-amerikanischer NASCAR-Rennfahrer und derzeitiger Kommentator für FOX SPORTS. Er fuhr im Sprint Cup im Toyota mit der Startnummer 15 von Michael Waltrip Racing.

## Beginn der Karriere
Clint Bowyer begann seine Karriere im Alter von fünf Jahren mit Motocross-Rennen. Innerhalb von acht Jahren holte er über 200 Siege und gewann zahlreiche Meisterschaften. Im Jahre 1996 begann er mit dem Stockcar-Sport auf dem Thunderhill Speedway in Mayetta (Kansas), wo er im Jahre 2000 Modified Champion wurde. 2001 dominierte er die Modified Serie am Lakeside Speedway, gewann 18 Rennen, holte 32 Top-5-Platzierungen und wurde letztendlich erneut Modified Champion.
Im Jahre 2002 begann er in einer wöchentlichen Amateur-Rennserie der NASCAR zu fahren. Er holte 9 Pole-Positions, 12 Siege und 32 Top-5-Platzierungen. In der Gesamtwertung wurde er Zweiter. Zudem gewann er einen weiteren Modified Titel am I-70 Speedway. In der Saison 2003 fuhr Bowyer Vollzeit in der NASCAR AutoZone Elite Division Midwest Series, wo er allerdings nur eine Top-10-Platzierung in elf Rennen einfahren konnte. Er begann außerdem in der ARCA-Serie zu fahren und fiel dabei Richard Childress, dem Besitzer eines NASCAR-Teams ins Auge, weil er auf dem Nashville Superspeedway 47 Runden lang führte.

## NASCAR-Karriere

### 2004
Im Jahre 2004 unterschrieb Bowyer einen Vertrag bei Richard Childress Racing und teilte sich in seiner ersten Saison den #21 Reese’s NASCAR Busch Series Chevrolet mit Kevin Harvick. Bowyer fuhr 14 der insgesamt 34 Saisonrennen für Richard Childress Racing. Er fuhr zudem noch drei Rennen für Kevin Harwick Incorporated mit Hilfe von Andy Petree Racing. Clint Bowyer konnte eine Pole-Position, vier Top-5-Platzierungen und sieben Top-10-Platzierungen herausfahren. Sein bestes Ergebnis war ein dritter Platz auf dem Nashville Superspeedway. Er beendete die Saison auf dem 29. Platz der Gesamtwertung.

### 2005
Auch 2005 fuhr Bowyer für Richard Childress Racing in der NASCAR Busch Series Im Laufe der Saison gewann er zweimal. Den ersten Sieg seiner Busch Series Karriere holte er im Federated Auto Parts 300 auf dem Nashville Superspeedway, welches seine Lieblingsstrecke ist. Außerdem gewann er auch noch das Sam’s Town 250 im Memphis Motorsports Park in Memphis (Tennessee). Er holte insgesamt zwölf Top-5-Platzierungen und 22 Top-10-Platzierungen und beendete die Saison auf dem zweiten Platz der Gesamtwertung mit 4869 Punkten hinter Martin Truex junior, der 4937 Punkte holte.
Zudem kam Bowyer auch noch zu seinem Sprint-Cup-Debüt im Subway Fresh Fit 500 auf dem Phoenix International Raceway. Er startete als 25. und beendete das Rennen auf dem 22. Platz als erster Fahrer mit einer Runde Rückstand.

### 2006
2006 begann Bowyer seine erste Vollzeitsaison im damaligen NASCAR Nextel-Cup und war somit Anwärter auf den NASCAR Rookie of the Year Award. Er pilotierte den #07 Jack Daniel’s Chevrolet von Richard Childress Racing. Er fuhr viermal in die Top 5 und elfmal in die Top 10. Seine beste Platzierung war ein dritter Platz auf dem California Speedway in Fontana (Kalifornien). Er beendete die Saison auf dem 17. Platz der Gesamtwertung.
Nebenbei fuhr er eine weitere Saison in der NASCAR Busch Series, die er auf dem dritten Platz der Gesamtwertung beendete, nachdem er einmal gewann im Dover 200 auf dem Dover International Speedway, zwölfmal in die Top 5 und 17 Mal in die Top 10 fahren konnte.
Er bekam außerdem die Chance in der NASCAR Craftsman Truck Series zu fahren, wo er auf dem Texas Motor Speedway ein Rennen gewann.

### 2007

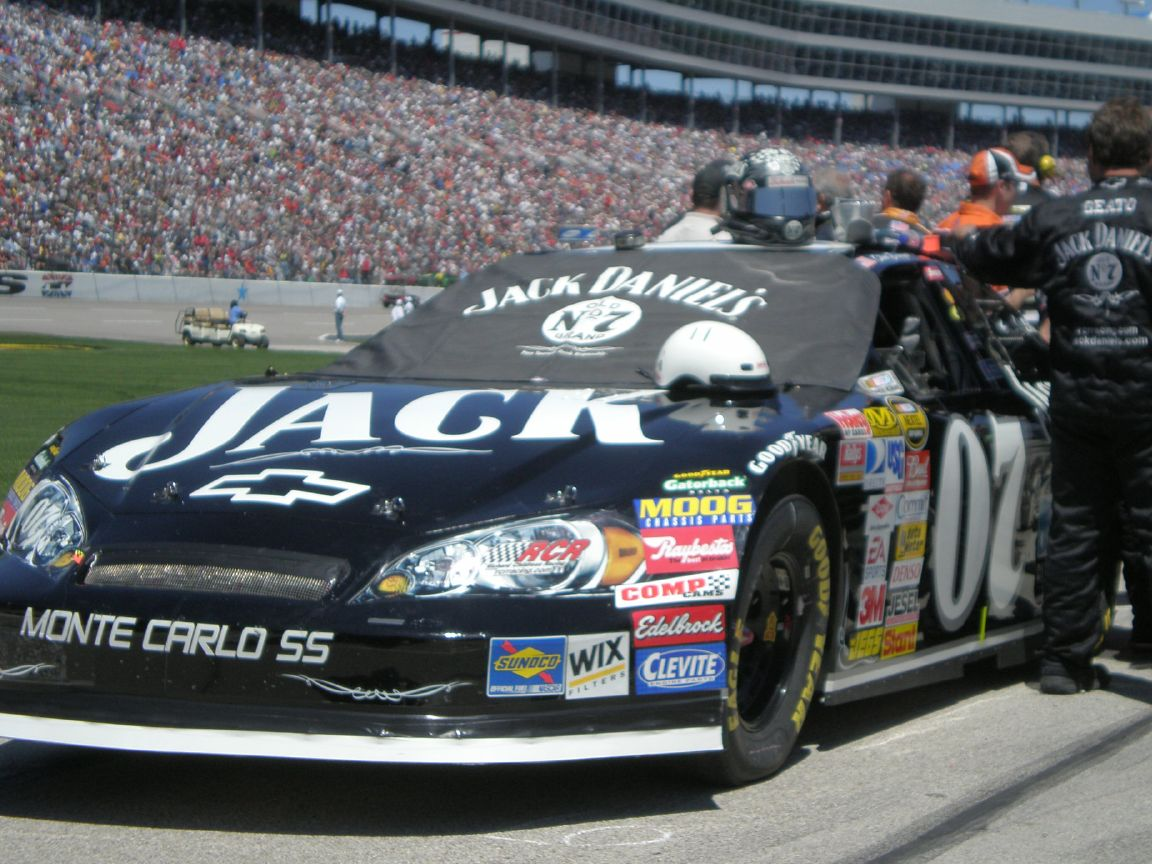
Bowyer’s Auto in der Nextel Cup Saison 2007

Auch in der NASCAR-Nextel-Cup-Saison 2007 fuhr Bowyer wieder den vollen Rennkalender, in der NASCAR Busch Series allerdings nur noch ausgewählte Rennen.
Im Daytona 500, das er auf Rang 18 beendete, überquerte er die Ziellinie auf dem Dach. Am 11. Mai 2007, auf dem Darlington Raceway, startete er erstmals in seiner Nextel-Cup-Karriere von der Pole-Position. Er beendete das Rennen auf Platz neun. Im Pepsi 400 auf dem Daytona International Speedway am 7. Juli 2007 führte er die meisten Runden und kam als Siebter ins Ziel. Am 25. August auf dem Bristol Motor Speedway erfuhr er sein bis dato bestes Saisonergebnis, als er das Rennen auf Platz 3 beendete. Im Chevy Rock and Roll 400 am 8. September 2007 sicherte er sich einen Platz für den Chase for the Nextel Cup.
Im ersten Rennen des Chase, dem Sylvania 300, startete er von der Pole-Position und gewann anschließend auch das Rennen. Dabei erreichte die Maximalpunktzahl von 150 im NASCAR Driver Rating, einer Punktwertung, die die Leistung eines Fahrers analysiert. Erst sechsmal seit der Einführung dieser Punktwertung schaffte es ein Fahrer die maximale Punktzahl zu haben. Bowyer schaffte es, indem er 222 Runden führte, im Laufe des Rennens eine durchschnittliche Position von 1,6 hatte, 78 Mal die schnellste Runde fuhr und nie außerhalb der Top 15 lag.
In der NASCAR Busch Series konnte er zwei Rennen gewinnen. Insgesamt erfuhr er 13 Top-5- und 19 Top-10-Platzierungen.
Bowyer startete in der NASCAR-Craftsman-Truck-Series-Saison 2007 insgesamt fünfmal. Sein bestes Ergebnis war ein fünfter Platz im American Commercial Lines 200 auf dem Atlanta Motor Speedway in Hampton (Georgia).

### Ab 2008
2008 fuhr er im Nummer 07 Jack Daniels Chevrolet im Sprint Cup und im Nummer 2 BB&T / Camping World Chevrolet in der Nationwide Series. Er wurde mit einem Sieg und 29 Rennen in der Top 10 Meister der Nationwide Series. Er hatte 21 Punkte Vorsprung auf Carl Edwards.

## Persönliches
Clint Bowyer lebt in Clemmons (North Carolina).